# خواكين غوميز (مجدف)
خواكين غوميز (بالإسبانية: Joaquín Gómez Gurza)‏ هو مجدف مكسيكي، ولد في 19 يونيو 1967.

## وصلات خارجية
- خواكين غوميز على موقع الاتحاد الدولي للتجديف (الإنجليزية)
- خواكين غوميز على موقع اللجنة الأولمبية الدولية (الإنجليزية)
- خواكين غوميز على موقع أوليمبيديا (الإنجليزية)